# James Ramus
James Pickering Ramus (Beckley, 14 de abril de 1935) es un deportista británico que compitió en vela en la clase Flying Dutchman. Ganó una medalla de bronce en el Campeonato Mundial de Flying Dutchman de 1962 y una medalla de bronce en el Campeonato Europeo de Flying Dutchman de 1960.

## Palmarés internacional
| Campeonato Mundial | Campeonato Mundial               | Campeonato Mundial | Campeonato Mundial |
| Año                | Lugar                            | Medalla            | Clase              |
| ------------------ | -------------------------------- | ------------------ | ------------------ |
| 1962               | San Petersburgo (Estados Unidos) | Medalla de bronce  | Flying Dutchman    |
| Campeonato Europeo |                                  |                    |                    |
| Año                | Lugar                            | Medalla            | Clase              |
| 1960               | Sandhamn (Suecia)                | Medalla de bronce  | Flying Dutchman    |